# Camillo Bertarelli
Camillo Bertarelli (Capaccio, 10 de março de 1886 - ) foi um ciclista profissional da Itália. Atuou profissionalmente entre 1908 a 1921.

## Premiações
- Foi o oitavo colocado na classificação geral do Tour de France de 1913.